# IC 892
IC 892 је лентикуларна галаксија у сазвјежђу Дјевица која се налази на листи објеката дубоког неба у Индекс каталогу.
Деклинација објекта је - 2° 42' 45" а ректасцензија 13h 31m 45,8s. Привидна величина (магнитуда) објекта IC 892 износи 13,1 а фотографска магнитуда 14,1. IC 892 је још познат и под ознакама UGC 8512, MCG 0-35-1, CGCG 17-5, NPM1G -02.0367, PGC 47564.